# Adactylotis
Adactylotis là một chi bướm đêm thuộc họ Geometridae.

## Các loài
- Adactylotis contaminaria (Hübner, 1813)
- Adactylotis gesticularia (Hübner, 1817)